# Helmleguaan
De helmleguaan (Corytophanes cristatus) is een hagedis uit de familie Corytophanidae. De soort werd voor het eerst wetenschappelijk beschreven door Blasius Merrem in 1821. Oorspronkelijk werd de wetenschappelijke naam Agama cristata gebruikt.

## Uiterlijke kenmerken
De lengte is ongeveer 35 centimeter waarvan twee derde staart, en de kleur is lichtbruin tot bruin, met donkere tot rode vlekjes. De kop is zeer stomp en net zoals de verwante basilisken heeft zowel het mannetje als vrouwtje een verhoogde kam op de kop, die bij deze soort vrij hoog is. Ook is een keelzak aanwezig, bij bedreiging opent de hagedis de bek en zet de keelzak op; in combinatie met de onbeweegbare helm lijkt de kop dan drie keer zo groot. Het geslachtsonderscheid is het best te maken door naar de staartwortel te kijken, deze is dikker bij een mannetje.

## Verspreiding en habitat
De helmleguaan komt voor in Midden-Amerika, in Mexico, Belize, Guatemala, Nicaragua, Honduras, Costa Rica, Panama en Colombia. De habitat bestaat uit regenwouden met een hoge luchtvochtigheid, waar de leguaan op takken leeft.

## Leefwijze
Het is geen actieve soort, de leguaan zit de hele dag stil om pas bij een langslopende prooi snel toe te slaan. Op het menu staan kleine tot middelgrote geleedpotigen en andere ongewervelden. Worden ze ondanks hun camouflage ontdekt, dan rennen ze hard weg.

## Voortplanting
De afzet van eitjes kan het gehele jaar door plaatsvinden, ze worden ondiep in de bodem afgezet. De 5 tot 10 eitjes komen na 5 tot 6 maanden uit.